# Aspid

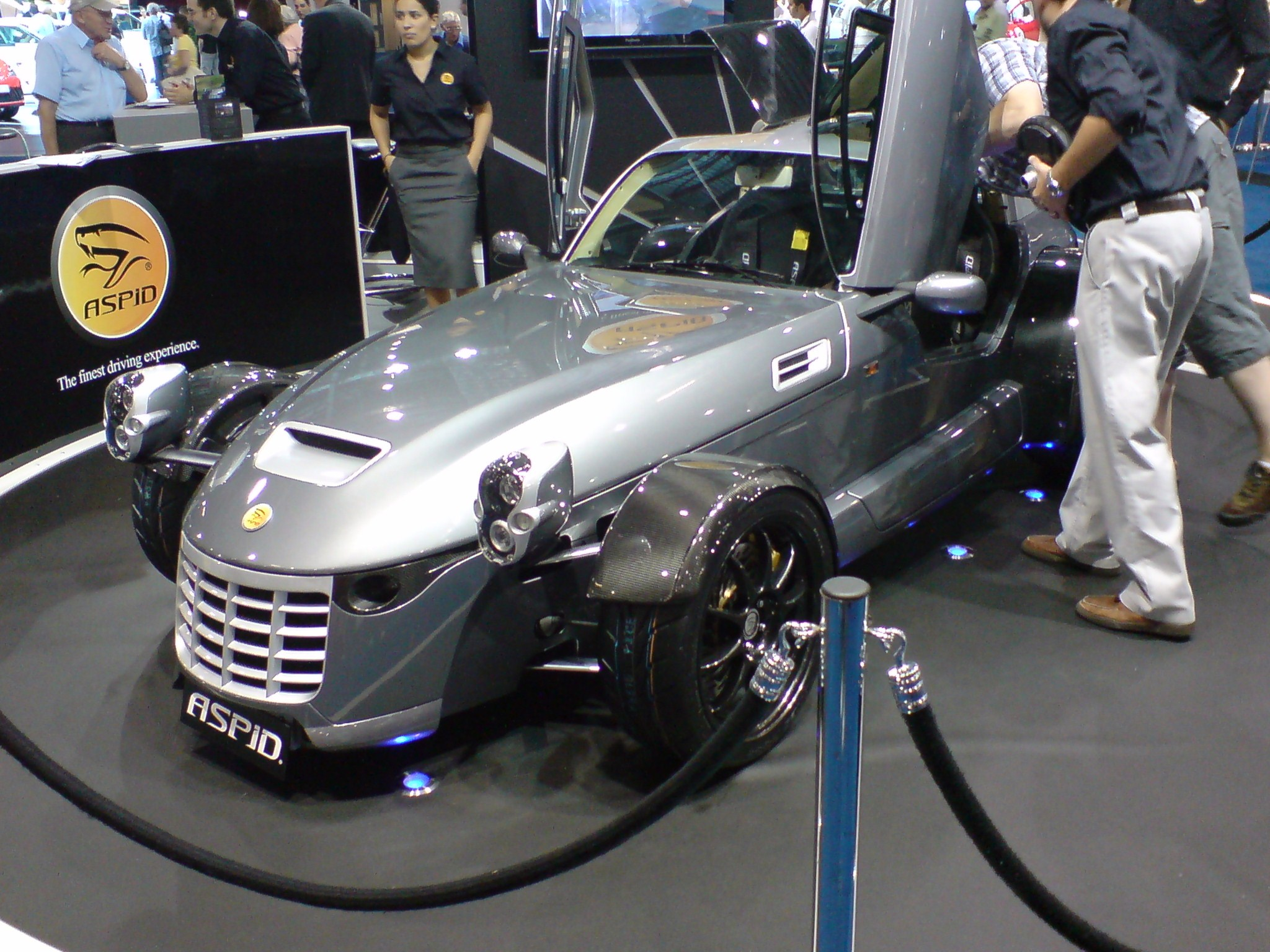
Un IFR Aspid SS del 2008

Aspid és una marca catalana d'automòbils esportius, fabricats per l'empresa IFR Automotive S.L. a Reus, Baix Camp. Fundada el 2003 per Ignacio Fernández Rodríguez, enginyer que havia treballat per a Mitsubishi i Prodrive, l'empresa pren la marca d'«áspid», mot castellà per escurçó pirinenc o Vipera aspis.
Fernández va decidir de crear un cotxe "coet" que d'una banda complís amb els estàndards de la FIA i de l'altra, pogués ser homologat per al seu ús en ciutat. Presentat al Saló de Londres de 2008, l'IFR Aspid SS fou un biplaça equipat amb motors tetracilíndrics Honda de 270 i 404 CV, amb turbocompressor o sense, que comptava amb les variants Sport i SuperSport. El concepte era fer un model molt lleuger, seguint una filosofia similar a la de la britànica Lotus.
El 2012, IFR presentà el seu segon model, l'Aspid GT-21 Invictus, que tenia quatre seients en configuració 2+2. Les prestacions oficials declarades el posaven a l'altura dels millors esportius del moment, amb una velocitat màxima que superava els 300 km/h i una acceleració de 0 a 100 km/h en menys de 3 segons. Es preveia iniciar la seva fabricació abans de 2014, amb un total de 250 exemplars, a més d'una xarxa europea de 20 concessionaris, però finalment no arribà a producció.